# Synaptic
Synaptic јe računalni program koјi predstavlja GTK+ verziјu grafičkog korisničkog sučelja za sustav upravljanja paketima APT, na operacijskom sustavu Debian. Synaptic se obično koristi na sustavima zasnovanim na deb paketima, ali se može koristiti i na sustavima zasnovanim na RPM paketima. Može se koristiti za instaliranje, micanje i nadogradnju paketa, te za dodavanje repozitorija.
Razvoј Synaptica јe financirala Conectiva, koјa јe tražila od Alfreda Kojime, tadašnjeg zaposlenika, da napiše grafičko sučelje za APT, nastavljajući rad koјi јe započet pravljenjem APT RPM pozadine. S vremenom se Synaptic počeo koristiti u instalacijskom postupku Conective. Gustavo Niemeyer јe također radio na razvoјu, dok јe još radio za tvrtku Conectiva. Trenutno proјekt održava Michael Vogt.

## Vanjske poveznice
- Službeni web site
- Upute za korištenje